# Sengenthal
Sengenthal é um município da Alemanha, no distrito de Neumarkt, na região administrativa de Oberpfalz, estado de Baviera.
A cidade de é membro do Verwaltungsgemeinschaft de Neumarkt in der Oberpfalz.